# M'Qam Tolba
M'Qam Tolba (en àrab مقام الطلبة, Mqām aṭ-Ṭulba; en amazic ⵎⵇⴰⵎ ⵟⵯⵍⴱⴰ) és una comuna rural de la província de Khémisset, a la regió de Rabat-Salé-Kenitra, al Marroc. Segons el cens de 2014 tenia una població total de 13.503 persones.